# Борьба с преступностью
Борьба́ с престу́пностью — это системная деятельность государственных и общественных органов, направленная на обеспечение соблюдения норм уголовного закона, недопущение причинения вреда охраняемым им интересам и благам, характеризующаяся активным противостоянием преступности и выражающаяся в профилактике преступности (путём воздействия на её детерминанты) и пресечении преступлений, применении мер ответственности к преступникам.

## Другие термины
Наиболее часто по отношению к взаимоотношениям государства, общества и преступности применяется термин «борьба с преступностью». Так, в ООН проводятся конгрессы по борьбе с преступлениями и обращению с правонарушителями. Термин «борьба» толкуется в словарях как активное противостояние неких групп, имеющих противоположно направленные интересы. А. И. Долгова указывает, что именно понятие «борьба» наиболее полно отражает характерные особенности данного вида государственной и общественной деятельности. Тем не менее, в литературе встречаются и другие названия:
- Уголовная политика, понимаемая как «генеральная линия, определяющая основные направления, цели и средства воздействия на преступность путём формирования уголовного, уголовно-процессуального, исправительно-трудового законодательства, практики его применения, а также путём выработки и реализации мер, направленных на предупреждение преступлений»[1]. А. И. Долгова отмечает, что в таком понимании уголовная политика может рассматриваться как тождественная борьбе с преступностью категория, либо как «политика борьбы с преступностью», определяющая её основные направления.
- Война с преступностью. Термин "война" указывает на большую по сравнению с термином "борьба" ожесточённость противостояния, преобладание карательных и полицейских мер, направленных на полное уничтожение противника. А. И. Долгова указывает, что государство не должно относиться к своим гражданам, пусть и совершившим преступление, как к внешним врагам, что воздействие на преступность должно быть направлено не на уничтожение или изгнание преступников из общества, а на их возвращение к нормальной общественной жизни.
- Компромисс. Данный термин предполагает поиск некоторого равновесия между интересами общества и интересами криминала, устраивающего обе стороны. А. И. Долгова указывает, что компромисс возможен лишь по отношению конкретных преступников или отдельных их контингентов, но не по отношению к преступности в целом и лишь в целях уменьшения вреда, причинённого обществу преступлением.
- Контроль над преступностью. Теория контроля над преступностью основана на учении Эмиля Дюркгейма о преступности как нормальном социальном явлении, вечно существующем в обществе, с которым невозможно и нецелесообразно бороться, и которое надо лишь контролировать, чтобы оно не выходило за определённые рамки.
- Противодействие преступности. А. И. Долгова отмечает, что этот термин не отражает активной роли государства и общества в борьбе с преступностью, направленной не только на пресечение преступлений, но и на их предупреждение.
- Воздействие на преступность. А. И. Долгова указывает, что термин "воздействие" предполагает однонаправленность действия, в то время как преступность активно противостоит государству, порождая новые криминальные детерминанты и усиливая действие уже существующих (самодетерминация преступности).

## Задачи борьбы с преступностью
В криминологии долгое время оставался спорным вопрос о возможности победы в борьбе с преступностью, полной ликвидации преступности как социального явления. Высказывались крайние точки зрения: от признания преступности нормальным социальным явлением, полная ликвидация которого не только невозможна, но и пагубна для общества (Э. Дюркгейм), и до утверждений о неминуемом отмирании преступности в ходе общественного прогресса (марксистская криминология). 
Современная криминология исходит из положения о том, что хотя причины и условия преступности присущи любому обществу (и, следовательно, её полное искоренение является невозможным), она является несомненно вредным явлением, к минимизации масштабов которого нужно стремиться. Задача государства и общества в борьбе с преступностью, таким образом, состоит в том, чтобы не допустить расширения сферы влияния преступности, по возможности стремиться к уменьшению её негативных последствий, не допускать тех её проявлений, которые можно предотвратить без чрезмерных усилий.

## Принципы борьбы с преступностью
Выделяются следующие основополагающие начала борьбы с преступностью:
- Примат предупреждения преступности, а не реагирования на конкретные преступления.
- Достижение невыгодности совершения преступления.
- Обеспечение выявления и реального привлечения к ответственности (не обязательно сводящейся к наказанию) наибольшего возможного числа лиц, совершивших преступления (неотвратимость наступления уголовной ответственности).
- Применение мер реагирования только в случае выявления действительного нарушения закона, а не при обнаружении преступного намерения или социальной опасности конкретной личности.
- Личная ответственность виновного за совершение преступления.
- Конструирование и использование уголовно-правовых мер, учитывающих экономические, политические, социальные, духовные особенности общества, в котором они будут применяться. Противодействие общества вызывают как излишне мягкие, так и излишне строгие меры воздействия.
- Соблюдение законности при борьбе с преступностью, осуществление всех связанных с ней мероприятий исключительно в рамках, предусмотренных международными актами, Конституцией, законами и подзаконными актами.
- Контроль общества над правоохранительной системой.
- Комплексный характер осуществляемых мер, отсутствие уклона как в сторону правоохранительных, так и в сторону превентивных мер.
- Равенство всех граждан и юридических лиц перед законом.
- Оснащение органов, осуществляющих борьбу с преступностью, наиболее современными техническими средствами и научными методиками такой борьбы.
- Международное сотрудничество как на двусторонней основе, так и в рамках участия государств в специальных международных организациях.

## Органы, осуществляющие борьбу с преступностью

### Государственные органы
Построение системы государственных органов, осуществляющих борьбу с преступностью, основано на принципе разделения властей:
- Законодательная власть занимается созданием нормативно-правовой базы для борьбы с преступностью путём принятия новых законов и совершенствования существующих. Кроме того, представительные законодательные органы, как правило, наделяются полномочиями по контролю за действиями исполнительной власти, в том числе по осуществлению борьбы с преступностью.
- Исполнительная власть напрямую осуществляет функции по борьбе с преступностью. Подконтрольные этой ветви власти правоохранительные органы реализуют меры по предупреждению преступности, осуществляют оперативно-розыскную деятельность, предварительное расследование преступлений. В ведении исполнительной власти также, как правило, находится система исполнения уголовных наказаний.
- Судебная власть осуществляет правосудие по конкретным уголовным делам.

Отдельными функциями по борьбе с преступностью могут быть также наделены другие государственные органы (например, прокуратура, осуществляющая борьбу с преступностью в рамках надзора за соблюдением законности и представления интересов государства и общества в суде) и органы местного самоуправления.  

### Негосударственные органы
Помимо государства, в борьбе с преступностью могут участвовать:
- Органы негосударственной системы безопасности: частные охранные предприятия и службы безопасности организаций, частные детективные службы, учебные и консультативные организации.
- Общественные организации (например, добровольные народные дружины).
- Отдельные граждане и их группы, осуществляющие содействие правоохранительным органам.
- Средства массовой информации, привлекающие внимание общества к проблемам борьбы с преступностью, а также осуществляющие журналистские расследования.